# NGC 4232
NGC 4232 (również PGC 39353 lub UGC 7303) – galaktyka spiralna z poprzeczką (SBb/P), znajdująca się w gwiazdozbiorze Psów Gończych. Odkrył ją William Herschel 9 marca 1788 roku. Jest fizycznie związana z sąsiednią galaktyką NGC 4231.